# Етнографски музеј у Загребу
Етнографски музеј у Загребу је највећи хрватски музеј за етнологију и културну антропологију, у његовом фундусу се налази више од 85.000 предмета из свих делова Хрватске, Европе и света међу којима су предмети прикупљени посредством Драгутина Лермана, Стеве и Мирка Сељана, Милке Трнине и других. Налази се на Тргу Антуна, Ивана и Владимира Мажуранића 14. 

## Историја
Етнографски музеј је основан 22. новембра 1919. као етнографско одељење Народног музеја у Загребу. Иницијални фундус је настао обједињавањем неколико већих збирки: етнографске збирке историјско-археолошког одељења Народног музеја у Загребу, етнографске збирке Музеја за уметност и обрт Краљевске школе у Загребу, збирке Саламона Бергера, етнографске збирке уступљене Музејску књижевског збора и етнографске збирке Трговачко коморе у Загребу. Новоосновани музеј се налазио у згради тадашњег Трговачко-обртног музеја, у сецесијској палати у Доњем граду на Тргу Мажуранића. Зграду је пројектовао Вјекослав Бастл, у централном делу фасаде су статуе Рудолфа Валдеца, док је Отон Ивековић фрескама осликао свод куполе дворане на првом спрату. Прва стална поставка је отворена 1922. године, први пут се надопуњује 1934, а затим други пут следеће године. Између 1968. и 1972. године зграда музеја је подвргнута реконструкцији чиме су добијене додатне просторије, препараторска радионица и нова изложбена поставка која је деломично изменила концепт. Музеј садржи сталне и повремене изложбе, издавачку делатност часописа „Етнолошка истраживања”, предавања, стручне и научне скупове, концерте, радионице и друге активности у склопу музејске делатности. Музејска документација обухвата око 90.000 јединица из аудиовизуалних фондова од чега знатан број чине оригинални записи са теренских истраживања. Музејска библиотека је отворена и за друге кориснике и њен фонд броји око 25.000 књига и часописа подручја етнологије и културне антропологије и сродних наука. Имају развијену конзерваторско-рестаураторску службу која се бави припремом предмета за излагање, спроводи захвате превентивне конзервације и рестаурације музејских предмета. Образовни програми се одржавају самостално или у сарадњи са бројним институцијама, задругама грађана и појединцима, а усмерени су према различитим корисничким групама. Обнова и модернизација музеја, као и пројекат реализације нове сталне поставке је започет 2016. године. Године 1997. награђени су повељом Пага, 1999. повељом Загреба и председника Хрватске Редом Данице, 2002, 2006, 2009, 2012, 2013, 2017, 2018. и 2019. наградом Хрватског музејског друштва, 2003, 2004, 2016. и 2019. Хрватског етнолошког друштва, 2013. Хрватске задруге радија и новине, 2018. Еуропа Ностра и 2019. Хрватске женске мреже.